# Janusz Kurczab
Janusz Kurczab, né le 6 septembre 1937 à Varsovie et mort le 11 avril 2015, est un épéiste et un alpiniste polonais.

## Biographie
L'un des meilleurs escrimeurs de sa génération en Pologne, il participe aux Jeux olympiques de 1960, à Rome, en individuel et par équipes. En 1961 et en 1965, il est champion de Pologne. Avec son équipe du Legia Varsovie, il remporte la coupe d'Europe d'escrime en 1961.
Il se consacre ensuite à l'alpinisme, d'abord dans les Tatras, puis dans les Alpes et l'Himalaya, et a pour élève Jerzy Kukuczka. 